# Domenico della Rovere (vescovo di Asti)
Domenico della Rovere (Asti, 1518 – Asti, 19 marzo 1587) è stato un vescovo cattolico italiano, vescovo di Asti tra il 1569 e il 1587.

## Biografia
Nato da una nobile famiglia astigiana, apparteneva all'Ordine domenicano.
La famiglia della Rovere, aveva una lunga tradizione ecclesiastica. Basti pensare che tra il 1482 ed il 1515, a capo dell'arcidiocesi di Torino, si succedettero il cardinale Domenico della Rovere, grande fautore della ristrutturazione del Duomo di Torino, Giovanni Ludovico della Rovere  e l'arcivescovo Giovanni Francesco della Rovere.
Inoltre, nello stesso periodo del vescovo astigiano, a Torino era in carica l'arcivescovo Girolamo della Rovere (1564–1592).
Domenico della Rovere, aveva in precedenza svolto il compito di inquisitore. La nomina alla cattedra di Asti, il 23 marzo 1569 da parte di papa Pio V, grande inquisitore dal 1558, avvenne probabilmente per la sua esperienza e la sua zelante attitudine ad abbracciare in pieno le riforme tridentine, visto il periodo delicato della Chiesa cattolica con un notevole aumento di infiltrazioni protestanti.

## L'operato
L'episcopato del della Rovere fu molto attivo: intervenne in tre concili provinciali di Milano (1569, 1573 e 1576), effettuò due visite pastorali e ben quattro sinodi.
A Domenico della Rovere va dato il merito di aver fondato il monte di pietà ad Asti il 7 luglio 1575, con bolla papale di papa Gregorio XIII e l'autorizzazione del duca Emanuele Filiberto di Savoia, con la denominazione di "Sacro Monte di Pietà a sollievo dei bisognosi".
Inoltre aprì il primo seminario nel 1574, in una casa attigua all'antica chiesa di Sant'Ilario e con il benestare del cardinale Carlo Borromeo, vi insediò sulla cattedra Carlo Mandello.

## Genealogia episcopale
La genealogia episcopale è:
- Arcivescovo Filippo Archinto
- Papa Pio IV
- Cardinale Giovanni Antonio Serbelloni
- Cardinale Carlo Borromeo
- Vescovo Domenico Della Rovere, O.P.